# Manfred Schulte-Zurhausen
Manfred Schulte-Zurhausen (* 18. August 1951 in Gladbeck) ist ein deutscher Maschinenbauingenieur und Wirtschaftswissenschaftler sowie ehemaliger Rektor der Fachhochschule Aachen.

## Leben und Wirken
Nach seinem Abitur studierte Schulte-Zurhausen von 1970 bis 1975 Maschinenbau und von 1975 bis 1978 Wirtschaftswissenschaften an der RWTH Aachen. Anschließend wurde er am Forschungsinstitut für Rationalisierungen an der RWTH Aachen als wissenschaftlicher Mitarbeiter übernommen und promovierte 1981 zum Dr.-Ing. mit seiner Dissertation über die Planung von Blocklagersystemen.
Danach trat Schulte-Zurhausen eine Stelle in der Gesellschaft für Organisationsberatung und Systementwicklung in Aachen an und wechselte 1983 als Projektleiter und Leiter der Abteilung Systementwicklung/Organisation Autoglas zu den Vereinigten Glaswerken Aachen.
Im Jahr 1989 folgte er einem Ruf an die Fachhochschule Aachen, die ihn als Professor für das Fachgebiet „BWL insbesondere Unternehmensorganisation“, das ab 1997 um das Teilgebiet Projektmanagement erweitert wurde, übernahm. Darüber hinaus wurde er von 1994 bis 1998 zum Prodekan für den Fachbereich Wirtschaftswissenschaften gewählt und fungierte von 1995 bis 1999 zugleich als Koordinator seines Fachbereiches für das European Credit Transfer System (ECTS). Anschließend wurde er von 1999  bis 2003 als Prorektor für Planung und Finanzen und von 2003 bis 2005 als Prorektor für Lehre, Studium und Weiterbildung und schließlich als Nachfolger von Hermann Josef Buchkremer von 2005 bis 2009 als Rektor der Fachhochschule gewählt.
In seiner Zeit als Rektor war ihm maßgeblich der Zuschlag beim landesweiten Wettbewerb „Ausbau der Fachhochschulen in NRW“ im Jahr 2008 zu verdanken sowie in Zusammenarbeit mit der Wirtschaft und Industrie die Schaffung von acht neuen Studiengängen in den Kompetenzschwerpunkten Infrastruktur und nachhaltiges Bauen, Mobilität, Informatik, und Energie für mehr als 800 Studierende.
Schulte-Zurhausen behielt bis zu seiner Emeritierung am 1. März 2017 seinen Lehrstuhl bei und nahm anschließend eine freiberufliche Tätigkeit als Lehrbeauftragter an.

## Schriften (Auswahl)
- Planung von Blocklagersystemen, Dissertation, Beuth, Köln und Berlin 1982
- Organisation, Vahlen, München, 6. Auflage 2014, ISBN 978-3-8006-4689-0